# Vicus von Talheim
Der Vicus von Talheim war eine römische dorfähnliche Siedlung (Vicus) im heutigen Talheim im Landkreis Heilbronn, Baden-Württemberg. Der Ort bestand im 2. und 3. Jahrhundert n. Chr.

## Geographie
Der Vicus von Talheim befand sich zwischen den Kastellorten Walheim und Böckingen auf der rechten Neckarseite. Die Entdeckung des Vicus im Jahr 2011 scheint die jüngere These zu bestätigen, dass der Neckar-Odenwald-Limes nicht wie bisher angenommen südlich von Bad Friedrichshall als „nasser Limes“ entlang des Neckars verlief, sondern die Grenze weiter im Landesinneren gezogen war.
Welcher Verwaltungseinheit die Siedlung zugeordnet war, ist unsicher. Sie könnte zur Civitas Alisinensium mit dem Hauptort in Bad Wimpfen oder zur Civitas Aurelia G.. mit dem Verwaltungssitz in Neuenstadt am Kocher gehört haben.

## Forschungsgeschichte
Schon in der Oberamtsbeschreibung Heilbronn von 1901 wurde von Funden berichtet: „In den Mühläckern oder Hänse jenseits der Schozach ist eine römische Niederlassung. Auf der Parzelle 3327 (Acker des Gottlieb Braun) hat man Fundamente gefunden. Man findet Backsteine, Mörtel und viele Steine und hat schon viele herausgeackert. Ebenso auf den benachbarten Parz. 3324/5, 3328 und 3329.“ In der Folgezeit wurden immer wieder römische Keramik, Münzen und Mauerreste aufgelesen. Der Vicus befand sich zu beiden Seiten der heutigen Horkheimer Straße sowie rund 300 m weiter nördlich in den ehemaligen Mühlackern. Lange hielt man die Fundstelle für Reste eines römischen Gutshofs.
Aufgrund einer bevorstehenden Bebauung wurden die Flächen im Jahr 2011 vom Landesamt für Denkmalpflege einer geophysikalischen Untersuchung unterzogen. Die Messungen ergaben einen etwa sechs Meter breiten Straßenzug, welcher von Nordwesten nach Südosten verläuft. Daran entlang befanden sich mehrere typisch römische Streifenhäuser mit der Schmalseite zur Straße gewandt. Im Messbild zeigten sich große rechteckige Verfärbungen, die auf ehemalige Keller hindeuten. Nördlich der Straße konnten bisher sechs und südlich davon zwei bis drei Häuser bestimmt werden.
Das Areal der römischen Siedlung ist heute in Privatbesitz und nicht öffentlich zugänglich. Eine archäologische Ausgrabung hat noch nicht stattgefunden.